# Калопер (комуна)
Калопер (рум. Calopăr) — комуна у повіті Долж в Румунії. До складу комуни входять такі села (дані про населення за 2002 рік):
- Белчину (604 особи)
- Биздина (115 осіб)
- Калопер (1448 осіб)
- Панагія (743 особи)
- Селкуца (1071 особа)

Комуна розташована на відстані 188 км на захід від Бухареста, 18 км на південь від Крайови.

## Населення
За даними перепису населення 2002 року у комуні проживала 3981 особа.
Національний склад населення комуни:
| Національність | Кількість осіб | Відсоток |
| -------------- | -------------- | -------- |
| румуни         | 3173           | 79,7%    |
| цигани         | 806            | 20,2%    |
| угорці         | 1              | < 0,1%   |
| серби          | 1              | < 0,1%   |

Рідною мовою назвали:
| Мова      | Кількість осіб | Відсоток |
| --------- | -------------- | -------- |
| румунська | 3207           | 80,6%    |
| циганська | 773            | 19,4%    |
| угорська  | 1              | < 0,1%   |

Склад населення комуни за віросповіданням:
| Релігія       | Кількість осіб | Відсоток |
| ------------- | -------------- | -------- |
| православні   | 3889           | 97,7%    |
| бретрени      | 76             | 1,9%     |
| адвентисти    | 12             | 0,3%     |
| римо-католики | 2              | 0,1%     |
| реформати     | 2              | 0,1%     |